# 尾崎亀重
尾崎 亀重（おざき かめしげ、1947年10月12日 - ）は、元プロ野球選手（捕手）。
息子はタレント・元大相撲力士の隆乃若勇紀。

## 来歴・人物
猶興館高では、1965年夏の甲子園県予選準々決勝に進出するが、長崎工に敗退し西九州大会への出場を逃す。国士舘大に進学するが、東都大学リーグでは一部昇格はならなかった。卒業後は電電東京に入社、1971年の都市対抗に出場。四番を打ち、三菱重工名古屋との1回戦では本塁打を放つ。社会人屈指の大型捕手として各球団に注目された。
1971年度ドラフト会議でヤクルトアトムズから8位指名を受けプロ入り。19721年から2年連続でジュニアオールスターゲームに出場、1973年には決勝本塁打を放ちMVPを受賞する。しかし一軍では活躍できず、家業を継ぐために同年限りで引退。
息子の勇気には小学校、中学校と野球を強要したが、反発していた勇気は頑なに野球をやらなかった。

## 詳細情報

### 年度別打撃成績
| 年 度     | 球 団     | 試 合 | 打 席 | 打 数 | 得 点 | 安 打 | 二 塁 打 | 三 塁 打 | 本 塁 打 | 塁 打 | 打 点 | 盗 塁 | 盗 塁 死 | 犠 打 | 犠 飛 | 四 球 | 敬 遠 | 死 球 | 三 振 | 併 殺 打 | 打 率 | 出 塁 率 | 長 打 率 | O P S |
| --------- | --------- | ----- | ----- | ----- | ----- | ----- | -------- | -------- | -------- | ----- | ----- | ----- | -------- | ----- | ----- | ----- | ----- | ----- | ----- | -------- | ----- | -------- | -------- | ----- |
| 1972      | ヤクルト  | 2     | 2     | 2     | 0     | 0     | 0        | 0        | 0        | 0     | 0     | 0     | 0        | 0     | 0     | 0     | 0     | 0     | 1     | 0        | .000  | .000     | .000     | .000  |
| 通算：1年 | 通算：1年 | 2     | 2     | 2     | 0     | 0     | 0        | 0        | 0        | 0     | 0     | 0     | 0        | 0     | 0     | 0     | 0     | 0     | 1     | 0        | .000  | .000     | .000     | .000  |

### 表彰
- ジュニアオールスターゲームMVP：1回 （1973年）

### 記録
- 初出場：1972年9月17日、対阪神タイガース20回戦（明治神宮野球場）、8回裏に内田順三の代打で出場
- 初打席：同上、8回裏に江夏豊の前に三振

### 背番号
- 30 （1972年 - 1973年）